# 王文錦 (中將)
王文锦（？—？），字于绣，湖北宜昌人。中华民国军事将领。

## 生平
毕业于湖北自强学堂、湖北新军第三十标司书生；入文学社，并仕本标代表，1911年10月10日，参与武昌起义，武汉光复后，历任湖北军政府统带、参议、宪兵司令。后发起成立毕血会，被推为会长。1912年11月，被袁世凯政府授以少将衔；12月授中将。1916年12月，黎元洪继任总统时，被授予二等文虎章。